# Bupon pasohanus
Bupon pasohanus (лат.) — вид ос-блестянок, единственный в составе монотипического рода Bupon из подсемейства Amiseginae.

## Распространение
Юго-Восточная Азия: Малайзия.

## Описание
Среднего размера осы-блестянки (от 4,5 до 5,5 мм) с выступающими лобными валиками. Жвалы самцов широкие, сплющенные. Голова с затылочны килем, щёчные бороздки развиты. Пронотум равен 1,2 от длины скутума (метанотум равен 0,9 длины скутеллюма). Проподеум округлый. Мезоплеврон без бороздок. Самцы и самки крылатые. Коготки лапок зубчатые. Паразитоиды. Таксон был впервые описан в 1986 году американским гименоптерологом Linsey Siri Kimsey (University of California at Davis, Дейвис, Калифорния, США).